# .tr
Pour les articles homonymes, voir TR.
« .tr » est le domaine de premier niveau national (country code top level domain : ccTLD) réservé à la Turquie. Le domaine a été introduit en 1987.
La réglementation turque oblige certains documents administratifs pour l'ouverture d'un site internet avec ce nom de domaine.